# Saratoga (Califòrnia)
Saratoga és una població dels Estats Units a l'estat de Califòrnia. Segons el cens del 2000 tenia 30.318 habitants.

## Demografia
Segons el cens del 2000, Saratoga tenia 29.843 habitants, 10.450 habitatges, i 8.600 famílies. La densitat de població era de 951,5 habitants/km².
Dels 10.450 habitatges en un 38,7% hi vivien nens de menys de 18 anys, en un 75% hi vivien parelles casades, en un 4,9% dones solteres, i en un 17,7% no eren unitats familiars. En el 14,3% dels habitatges hi vivien persones soles el 7,6% de les quals corresponia a persones de 65 anys o més que vivien soles. El nombre mitjà de persones vivint en cada habitatge era de 2,83 i el nombre mitjà de persones que vivien en cada família era de 3,13.
Per edats la població es repartia de la següent manera: un 26% tenia menys de 18 anys, un 4% entre 18 i 24, un 23,8% entre 25 i 44, un 29,9% de 45 a 60 i un 16,3% 65 anys o més.
L'edat mediana era de 43 anys. Per cada 100 dones de 18 o més anys hi havia 92,6 homes.
La renda mediana per habitatge era de 139.895 $ i la renda mediana per família de 155.246 $. Els homes tenien una renda mediana de 75.000 $ mentre que les dones 66.240 $. La renda per capita de la població era de 65.400 $. Entorn de l'1,8% de les famílies i el 2,8% de la població estaven per davall del llindar de pobresa.

## Poblacions properes
El següent diagrama mostra les poblacions més properes.